# Farrago
Farrago est une maison d'édition française installée à Tours, spécialisée dans la littérature, la poésie, la philosophie et les écrits sur l’art. Elle a été créée par Jean-Pierre Boyer en 1998, pour succéder aux Éditions Fourbis. Ses publications, d'une très haute tenue littéraire et intellectuelle, comptent des ouvrages de littérature contemporaine ainsi que des auteurs injustement tombés dans l'oubli. Elle a été liée pendant un temps aux Éditions Léo Scheer. En 2006, la maison d'édition est contrainte de cesser ses activités faute d'un soutien financier suffisant,,.

## Parmi les auteurs du catalogue
- Hafid Aggoune
- Robert Antelme
- Maurice Blanchot
- Yves Bonnefoy
- Louis Chadourne
- Jean-Pierre Cometti
- Jean-Paul Curnier
- Michel Deguy
- Chloé Delaume
- Florence Delay
- Jacques Dupin
- Claude Esteban
- Youssef Ishaghpour
- Michel Leiris
- Francis Marmande
- Dionys Mascolo
- Jean-Benoît Puech
- Jean-Luc Sarré
- Michel Surya
- Esther Tellermann
- Alain Veinstein

## Liens
- « Entretien avec Jean-Pierre Boyer », propos recueillis par Isabelle Roche le mardi 22 mars 2005 au Salon du livre de Paris, lelitteraire.com, 10 septembre 2012.